# Регби в Азербайджане

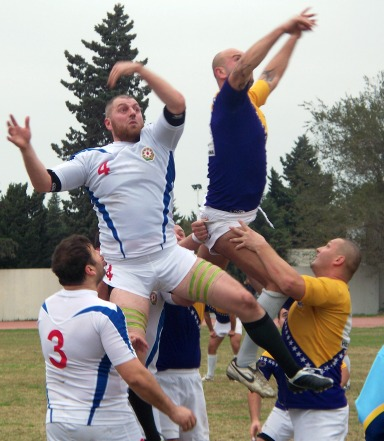
Эпизод матча Кубка европейских наций между сборными Азербайджана и Боснии и Герцеговины

Регби в Азербайджане — один из развивающихся видов спорта в Азербайджане. Первый регбийный клуб — «Бакинский Регбийный Клуб», официально был создан в 2001 году. В 2003 году был проведен первый чемпионат Азербайджана по регби. В 2004 году была создана Федерация регби Азербайджана, которая является полноправным членом Международной Федерации Любительского Регби. Азербайджан также является членом Международного совета регби, благодаря чему может участвовать в отборочных турнирах чемпионата мира.

## Появление регби в Азербайджане
Регби впервые появился в Азербайджане в 1930-х годах, но с началом Великой Отечественной войны его развитие было приостановлено. Не проводились чемпионаты СССР и республики и после войны.

## Второе возрождение (70-е 80-е гг-да)
Своё второе возрождение этот вид спорта получил в 70-х годах прошлого века. Одним из самых опытных азербайджанских специалистов в области регби — Вагифом Садатханом, с помощью тогдашнего председателя Бакинского комитета спорта Абдул Садыховичем Садыховым на базе ДСО «Динамо», а затем и на базе ДСО «Нефтчи» были сформированы регбийные команды. В те же годы представители Азербайджанской ССР дебютировали в первой лиге Союзного первенства.
С 1972 по 1976 гг. в Баку ежегодно стал проводиться междугородный турнир на призы Бакгорисполкома. В турнире принимали участие до 10-ти команд со всего СССР, в том числе грузинские и прибалтийские команды, представители Москвы, Красноярска, Новосибирска и других городов. В спортивном архиве азербайджанского телевидения до сих пор хранятся кадры из этих турниров. Именно тогда Республиканский комитет спорта вынес на коллегию вопрос о развитии и популяризацию регби в ДСО. Но, к сожалению, до претворения этих задач дело не дошло и как итог, спортсмены разлетелись по союзным командам, где заняли достойное место в своих новых командах.

## Новейшая история
Третья волна возрождения регби в Азербайджане пришлась на конец 90-х годов, когда уже в эпоху независимости, группа работников иностранных фирм, представленных в Азербайджане, начала привлекать бакинскую молодежь к этому виду спорта. Приблизительно с 1999 года начались проводиться регулярные тренировки для всех желающих под руководством того же Вагифа Садатхана. На тот момент тренировки на спортбазе Нефтчи, которую арендовали инофирмы для своих работников, регулярно посещали 40-50 человек, не считая иностранцев. Так продолжалось до 2000 года, когда из-за финансовых трудностей занятия в спортбазе были приостановлены. Только через полгода удалось собрать команду заново и несколько месяцев поле арендовали за счет средств самих игроков.

### Создание первого клуба
В 2001 году, со стороны главы одной из иностранных фирм, на тот момент функционирующих в Азербайджане, который к тому же являлся тренером по регби, был создан Бакинский Клуб Регби, официально зарегистрированный в Министерстве Юстиции Азербайджана в 2003 году. Также, в 2001 году Бакинский Клуб Регби (БКР), в котором, на тот момент, играли как иностранцы, так и граждане Азербайджана, впервые принял участие в международных соревнованиях в Дубае по Регби 7. Дебют команды был достаточно удачным — одна победа, два поражения. Уже на следующий год, команда БКР, сформированная в основном из граждан Азербайджана, вновь приняла участие в том же турнире и дошла до финала, выиграв 5 игр.
БКР, будучи единственным клубом, представляющим Азербайджан, участвовал в товарищеских матчах против грузинских клубов, матчи с которыми проходили как в Баку, так и в Тбилиси. Эта добрая традиция сохранилась и до сих пор. Впоследствии сборная Азербайджана, в подавляющем большинстве состоящая из игроков БКР принимала участие в Чемпионате и Кубке Грузии с целью повышения опыта и подготовки к международным соревнованиям.
В 2009 году в республике был создан ещё один регбийный клуб — «Карабах», который является на данный момент базовым клубом для сборной страны.

### Создание национальной сборной

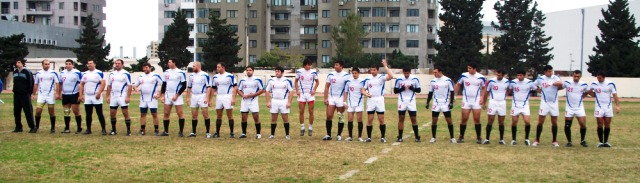
Национальная сборная Азербайджана

В конце 2003 года впервые встал вопрос о создании национальной сборной. С этой целью, опять же при материальной поддержке иностранных бизнесменов, был приглашен тренер из Грузии, который возглавлял команду до 2006 года. Усилились тренировки, команда регулярно проводила товарищеские матчи, как по регби-15, так и по регби-7.
В апреле 2005 года Сборная Азербайджана провела свои первые две официальные встречи в рамках Чемпионата Европы против сборной Боснии и Герцеговины. В гостях команда потерпела поражение, но дома сумела одержать, первую в своей истории победу. С тех пор сборная Азербайджана регулярно принимает участие в Чемпионатах Европы, как по регби 15, так и по регби 7.
С 2009 года главным тренером сборной Азербайджана является грузинский специалист Малхаз Чеишвили.

### Проведение I чемпионата Азербайджана
2003 год также запомнился проведением первого Чемпионата Азербайджана.
В рамках программы развития регби, были основаны клубы в Сумгаите и Джалилабаде, а также клуб женского регби, который на данный момент является членом ФРА. На базе трех детских домов в Баку были открыты секции регби. Помимо этого, с целью популяризации этого вида спорта, в Баку вот уже шестой год подряд проводится Открытый Турнир по Регби 7, который собирает команды из Азербайджана. Грузии, Ирана, России и других стран.

### Создание Федерации Регби Азербайджана
В 2004 году была создана Федерация регби Азербайджана, которая прошла регистрацию в Министерстве юстиции Азербайджанской Республики в 2005 году. В этом же году Федерация была принята в полноправные члены Международной Федерации Любительского Регби.
Азербайджан также является членом Международного совета регби (World Rugby), благодаря чему может участвовать в отборочных турнирах чемпионата мира.
На сегодняшний день, среди 19 заслуженных тренеров России по регби, есть и азербайджанский воспитанник Эльдар Асланов.